# ميخائيل جونز
ميخائيل جونز (بالإنجليزية: Michael Jones)‏ (3 ديسمبر 1987 بليفربول في المملكة المتحدة - ) هو لاعب كرة قدم بريطاني في مركز حراسة المرمى. لعب مع نادي ريكسهام ونادي ريل ونادي هايد إف سي ونورثويتش فيكتوريا وهنكلي يونايتد ‏.

## وصلات خارجية
- ميخائيل جونز على موقع قاعدة بيانات كرة القدم.إي يو (الإنجليزية)
- ميخائيل جونز على موقع Soccerbase.com (لاعب) (الإنجليزية)